# Vadim Jašin
Vadim Viktorovič Jašin (in russo Вадим Викторович Яшин?; Čeljabinsk, 27 luglio 1971) è un allenatore di calcio a 5 ed ex giocatore di calcio a 5 russo, campione europeo con la nazionale russa nel 1999.

## Carriera
Jašin ha disputato il FIFA Futsal World Championship 1996 concluso dalla nazionale russa al terzo posto finale. A livello continentale, è stato convocato sia al campionato europeo 1996, in cui la Russia ha conquistato l'argento, sia all'edizione seguente, nella quale i russi hanno vinto il torneo battendo la Spagna ai rigori.

## Palmarès
- Campionato d'Europa: 1
Russia: 1999